# Verschmutzungsgrad (Elektrotechnik)
Der Verschmutzungsgrad in der Elektrotechnik ist ein Parameter zur Bemessung der Luft- und Kriechstrecken elektrischer Betriebsmittel.

## Genormte Verschmutzungsgrade
Folgende Grade der Verschmutzung werden in den Normen IEC 60664-1 und IEC 61010-1 unterschieden:
- Verschmutzungsgrad 1: keine oder nur geringe, jedoch nicht leitfähige Verschmutzung. Die  Verschmutzung  hat keinen Einfluss. Kann auch durch Isolierstoff-Beschichtung erreicht werden
- Verschmutzungsgrad 2: nicht leitfähige Verschmutzungen, die durch gelegentliches Kondenswasser (Betauung) oder z. B. Handschweiß leitfähig werden können.
- Verschmutzungsgrad 3: Verschmutzungen, die leitfähig sind oder durch Betauen leitfähig werden können.
- Verschmutzungsgrad 4: leitfähiger Staub, Regen oder Nässe.

## Anwendung
Im Rahmen der Isolationskoordination ist der Verschmutzungsgrad ein wichtiger Parameter zur Bemessung der Luft- und Kriechstrecken von elektrischen Betriebsmitteln. Ein höherer Verschmutzungsgrad führt meist zu einer Vergrößerung der Luft- und Kriechstrecken.

## Verringerung des Verschmutzungsgrads
Falls geeignete Maßnahmen gegen Verschmutzung getroffen werden, kann ein geringerer Verschmutzungsgrad angenommen werden.

## Normen
- DIN EN IEC 60664-1 VDE 0110-1:2022-07 Isolationskoordination für Betriebsmittel in Niederspannungs-Stromversorgungssystemen – Teil 1: Grundsätze, Anforderungen und Prüfungen  – (IEC 60664-1:2020); Deutsche Fassung EN IEC 60664-1:2020
- DIN EN 61010-1 VDE 0411-1:2020-03 Sicherheitsbestimmungen für elektrische Mess-, Steuer-, Regel- und Laborgeräte – Teil 1: Allgemeine Anforderungen – (IEC 61010-1:2010 + COR:2011 + A1:2016, modifiziert + A1:2016/COR1:2019); Deutsche Fassung EN 61010-1:2010 + A1:2019 + A1:2019/AC:2019